# Григорій Кметь
Григорій Кметь (1894, Чернихів — 29 червня 1941, Тернопіль) — український церковний і культурний діяч, військовик УСС і УГА, керівник хору і дяк в с. Чернихів, жертва радянських репресій. Слуга Божий.

## Життєис
Народився 1894 року в с. Чернихів Тернопільського повіту (нині Тернопільський район Тернопільської області) в бідній селянській сім'ї Миколи Кметя і його дружини Теодозії. Мав братів Андрія і Василя. Закінчив чотири класи народної школи в рідному селі. У 1914 році вступив у ряди Українських Січових Стрільців (станом на 1 червня 1916 року був у званні вістуна 2 сотні 1 полку УСС), а в листопаді 1918 року вступив добровольцем до Української Галицької Армії. Повернувшись з війни, одружився із Софією Швед, уродженкою с. Пісочна (нині Миколаївський район Львівської області). Подружжя виховувало чотирьох дітей: Романа, Володимира, Любу та Ірину. Вступив у Львівську дяківсько-регентську школу, яку закінчив у 1928 році і став керівником церковного хору в рідному селі. Брав активну участь у діяльності «Просвіти» та інших товариств. Член редакційної колегії історико-етнографічного нарису Якова Косовського «Село Чернихів».
6 червня 1941 року заарештований Великоглибочицьким РВ НКВС. Перед приходом німців 29 червня 1941 року був розстріляний у Тернопільській тюрмі. 27 січня 1949 року справа Григорія Миколайовича Кметя, заведена КДБ Тернопільської області, була закрита за відсутністю складу злочину, і він повністю реабілітований посмертно.

### Беатифікаційний процес
Від 2001 року триває беатифікаційний процес прилучення дяка Григорія Кметя до лику блаженних.